# Dagmar Waltemath
Dagmar Waltemath (* 1981 in Waren (Müritz)) ist eine deutsche Informatikerin und Hochschullehrerin an der Universität Greifswald.

## Werdegang
Waltemath studierte von 1999 bis 2006 Informatik an der Universität Rostock und der Linköping Universitetet in Schweden. Von 2006 bis 2011 promovierte im Rahmen des DFG-Graduiertenkollegs „dIEM oSiRiS“ an der Universität Rostock und dem European Bioinformatics Institute (EMBL-EBI) in Cambridge in Großbritannien. Während dieser Zeit hat sie zusammen mit Nicolas Le Novère das Datenformat SED-ML (Simulation Experiment Description Markup Language) entwickelt. Sie forschte anschließend an der Norwegian University of Life Sciences (NMBU) und der Universität Rostock. Von 2012 bis 2017 war sie Forschungsgruppenleiterin des Projekts SEMS, das ein Teil der BMBF-Fördermaßnahme „e:Bio – Innovationswettbewerb Systembiologie“ war. Von 2017 bis 2017 war sie Dezernentin für Informationstechnologie und geographische Informationssysteme am Landesamt für Umwelt, Naturschutz und Geologie in Mecklenburg-Vorpommern.
Seit 2018 ist sie Professorin für Medizininformatik an der Universität Greifswald.

## Forschung
Der Forschungsschwerpunkt von Waltemath sind Datenbank- und Informationssysteme vor allem für die Verwaltung von biomedizinischen Forschungsdaten. Sie arbeitet an der Datenintegration biomedizinischer Daten und entwickelt Strategien und Methoden für die Verwaltung, Herkunft und Integration von klinischen Forschungsdaten. Sie beschäftigt sich auch mit der Integration von Modellen für die Bioinformatik und deren Anwendung in der klinischen Forschung.  
Sie hat zusammen mit Nicolas Le Novère das Datenformat SED-ML (Simulation Experiment Description Markup Language) entwickelt. SED-ML basiert auf XML und dient dem Simulationsdatenmanagement für Computermodellen für biologische Systeme. 
Waltemath ist Teil des COMBINE-Projekts, dass sich mit der Standardisierung von rechnergestützten, biologischen Modellen beschäftigt. Im Rahmen des MIRACUM-Projekts baut sie an der Universitätsmedizin Greifswald ein Datenintegrationszentrum auf.